# Epepeotes nicobaricus
Epepeotes nicobaricus là một loài bọ cánh cứng trong họ Cerambycidae.